# Otto Falckenberg
Otto Falckenberg (Coblenza, 5 de octubre de 1873 - Múnich, 25 de diciembre de 1947) fue un director de escena, gerente institucional de teatro y dramaturgo alemán.

## Biografía
Otto Falckenberg fue hijo del comerciante de partituras de música clásica de igual nombre, Otto Falckenberg, y de su esposa Auguste Falckenberg, cuyo apellido de soltera era Nedelmann. Comenzó en 1891 como aprendiz en el negocio de su padre y luego continuó su formación en Berlín.
Estudió filosofía e historia, así como también literatura a historia del arte. Comenzó estos estudios en Berlín en 1894 y a partir de 1896 prosiguió con ellos en Múnich.
En este tiempo escribió varias obras de teatro, entre ellas, el drama Erlösung («Salvación») que puso en escena la Asociación Dramática Académica (Akademisch-Dramatischer Verein) en el Schauspielhaus del Teatro de Cámara de Múnich en 1899. Fue cofundador y redactor jefe del Goethe-Bund, una iniciatva cultural que surgió en 1900 en contra de la censura que se pretendía imponer con la promulgación de la Lex Heinze (ley de Heinze) y que buscaba aunar fuerzas entre los intelectuales y artistas para proteger la libertad en el arte, en la actividad creativa y en la investigación científica. Como dramaturgo y director de la Asociación Dramática Académica realizó los estrenos de diversas obras.
En 1901 fue también cofundador del cabaret literario Die Elf Scharfrichter, del que formó parte hasta 1903 como redactor, actor y director. A partir de 1903 fue escritor y director de escena, desempeñándose como profesional liberal en la Asociación Nueva y se retiró a la localidad de Emmering para dedicarse a la escritura.
En 1908 se estrenó su obra  Doktor Eisenbart en Mannheim. En 1909 publicó su libro sobre la dramaturgia de Schiller. En 1915 Erich Ziegel, propietario del teatro, lo contrató como gerente máximo y dramaturgo en el Teatro de Cámara de Múnich. Entre 1917 y 1944 fue director de escena y dirigente institucional artístico, a partir de 1939 fue además su «intendente teatral» municipal.
Falkenberg marcó de manera permanente la vida teatral de Múnich. Especialmente sus estrenos de Shakespeare y Strindberg se consideraron un indicador de tendencias. Fue él quien dirigió, produjo y estrenó en 1922 Tambores en la noche, la primera pieza de Brecht que se llevó a escena. Falkenberg fue además descubridor e impulsor de numerosos actores como Berta Drews, Elizabeth Flickenschildt, Maria Nicklisch, Kate Gold, Teresa Giehse, Will Dohm, Heinz Rühmann, O. E. Hasse, Axel von Ambesser, Carl Wery y Horst Caspar.
Aunque Falkenberg fue arrestado (tempranamente en 1933) en el período del nacionalsocialismo nazi fue liberado pronto y en 1936 estrenó en Múnich una pieza antisemita de Eberhard Wolfgang Möller 'Rothschild siegt bei Waterloo («Rothchild vence en Waterloo»). Recibió el título de director de teatro del Estado y la Medalla Goethe para el Arte y la Ciencia En 1943, a pesar de la suspensión que existía para la entrega de títulos, fue habilitado como profesor universitario. Hitler lo registró en 1944 en las listas especiales «de los elegidos», la así llamada Gottbegnadeten-Liste que contenía a los artistas irreemplazables, y lo designó como uno de los cuatro principales actores de teatro
Tras el fin de la Segunda Guerra Mundial en 1945, se lo sancionó a Falckenberg prohibiéndole la puesta en escena de piezas teatrales, sin embargo en 1947 fue rehabilitado. En el último período de su vida dictaba clases privadas de actuación en Starnberg.
Falckenberg estuvo casado tres veces. Su primer matrimonio con Wanda Kick se celebró en 1903. En 1920 contrajo matrimonio con la actriz Sybille Binder y en 1924 se casó con Gerda Mädler. Su hija del primer matrimonio Gina Falckenberg (1907–1996) también fue actriz y escritora. Tras su fallecimiento, la escuela de actuación asociada al Teatro de Cámara de Múnich lleva su nombre: Otto-Falckenberg-Schule.